# Rödklobben (norr Brändö, Åland)
Rödklobben är ett skär i Åland (Finland). Det ligger i Skärgårdshavet och i kommunen Brändö i landskapet Åland, i den sydvästra delen av landet. Ön ligger omkring 79 kilometer nordöst om Mariehamn och omkring 230 kilometer väster om Helsingfors.
Öns area är 2,2 hektar och dess största längd är 240 meter i öst-västlig riktning. Trakten är glest befolkad.